# بابینتسی
بابینتسی (به بلغاری: Babintsi) یک منطقهٔ مسکونی در بلغارستان است که در شهرستان تتون، بلغارستان واقع شده‌است.